# Izvorna šestorka
Izvorna šestorka (eng. Original Six, fra. six equipes originales) odnosi se na jedinih šest momčadi NHL-a u razdoblju od sezone 1942./43. zaključno sa sezonom 1966./67. Te momčadi bijahu: Boston Bruins („Medvjedi”), Chicago Black Hawks („Crni jastrebovi”), Detroit Red Wings („Crvena krila”), Montréal Canadiens („Kanađani”), New York Rangers („Rendžeri”) i Toronto Maple Leafs („Javorovo lišće”). Sve navedene momčadi i dalje se natječu u ligi koja je u međuvremenu narasla na 30 klubova.
Izraz „Izvorna šestorka” zavarava; nije se koristio tijekom 25 sezona nadmetanja ovih istih momčadi niti označava utemeljitelje NHL-a. Samo su Montréal i Toronto prisutni od prve sezone (1917./18.), Boston je pristupio 1924., a ostatak 1926.

## Povijest
NHL je tvorilo deset momčadi tijekom dvadesetih godina prošloga stoljeća, ali posljedice Velike depresije ugasile su tri kluba tijekom ranih tridesetih, od kojih su dva prvonavedena već pokušala izbjeći gašenje trajnom selidbom: Pittsburgh Pirates/Philadelphia Quakers, Ottawa Senators/St. Louis Eagles i Montréal Maroons. Izbijanjem Drugog svjetskog rata, New York Americans gube novac i većinu svojih kanadskih igrača koji su otišli na ratišta. Izgasili su se 1942. ostavivši ligu na samo šest klubova.
Tijekom 25 sezona, Montréal je osvojio Stanleyjev kup u 10 navrata, Toronto u 9, a najuspješnija američka momčad bila je Detroit s pet Kupova. Chicago je osvojio Kup samo jednom, a Boston i New York nijednom. Toronto nije osvojio Stanleyjev kup od 1967., što predstavlja najdugotrajniju „sušu naslova” u čitavoj ligi.

## Ukupna statistika
- Sljedeća tablica popisala je ukupne učinke momčadi tijekom svih 25 regularnih sezona.

| Momčad              | Utakmice | Pobjede | Porazi | Neriješene | Bodovi |
| ------------------- | -------- | ------- | ------ | ---------- | ------ |
| Montréal Canadiens  | 1640     | 855     | 537    | 248        | 1958   |
| Detroit Red Wings   | 1640     | 784     | 572    | 284        | 1852   |
| Toronto Maple Leafs | 1640     | 725     | 623    | 292        | 1742   |
| Chicago Black Hawks | 1640     | 594     | 779    | 267        | 1455   |
| Boston Bruins       | 1640     | 578     | 781    | 281        | 1437   |
| New York Rangers    | 1640     | 503     | 843    | 294        | 1300   |

- Sljedeća tablica popisala je osvojene Kupove po godinama.